# Túnez en los Juegos Olímpicos de Londres 2012
Túnez estuvo representado en los Juegos Olímpicos de Londres 2012 por un total de 83 deportistas, 63 hombres y 20 mujeres, que compitieron en 17 deportes.
El portador de la bandera en la ceremonia de apertura fue el jugador de balonmano Haikel Meguenem.

## Medallistas
El equipo olímpico tunecino obtuvo las siguientes medallas:
| Nombre       | Deporte                    | Competición         |
| ------------ | -------------------------- | ------------------- |
| Oro          |                            |                     |
| Habiba Gribi | Atletismo                  | 3000 m obstáculos F |
| Usama Meluli | Natación en aguas abiertas | 10 km M             |
| Plata        |                            |                     |
| —            |                            |                     |
| Bronce       |                            |                     |
| Usama Meluli | Natación                   | 1500 m libre M      |